# Училищно настоятелство
Училищното настоятелство е изборен орган на обществеността, който подпомага училищната дейност.

## История

### Възраждане
През Възраждането училищното настоятелство следи за добрия ход на обучението, за работата на учителите, за поведението и успеха на учениците, грижи се за училищните сметки и за поддържането на училищните сгради, участва в годишните изпити, в училищни тържества и други.

### След Освобождението
След Освобождението през 1878 г. според разпоредбите по учебното дело училищното настоятелство във всяка училищна община се грижи за училищата, издържани от общината. Чрез него тогавашното Министерство на народното просвещение осъществява по непряк начин управлението и надзора на училищата.
Членовете на училищното настоятелство се избират заедно от общинските съветници по реда, предвиден в избирателния закон за общинските съвети, а те избират помежду си председател. Главният учител участва в заседанията на настоятелството със съвещателен глас.
Училищното настоятелство се грижи за правилното събиране и изразходване на училищните суми, за образуване на фондове, съставя училищния бюджет и го представя на общинския съвет за утвърждаване, назначава учителите и обслужващия персонал в началните училища.

### Ликвидиране
С наредба на Министерството на народното просвещение (1934 г.) училищното настоятелство се ликвидира като орган, който защитава автономията на училището и се превръща в общинска комисия със съвещателни функции (председател е кметът на общината, членове – директорите на училищата, свещеникът, общинският лекар и един гражданин, посочен от общинския съвет).

### Възстановяване
Като изборен орган училищното настоятелство се възстановява през 1980 г. на I конгрес на народната просвета. Изготвя се Правилник за устройството и дейността на съветите за народна просвета и училищните настоятелства (1981 г.).
Училищното настоятелство координира работата на обществеността за осъществяване на учебно-възпитателните задачи на училището. Обсъжда проблемите, взема решения и прави предложения пред съответните органи и организации по перспективите за развитие на детските градини и учебните заведения, подобряването на материалната база, създаването на местни учителски и стопански кадри, професионалното ориентиране, професионалната подготовка на учениците и настаняването им на работа. Съдейства за организирането и провеждането на извънкласната и извънучилищната дейност, спортните занимания и отдиха на учениците.
Председателят на училищното настоятелство е член на учителския съвет. В училищното настоятелство влизат видни представители на обществеността, стопански и обществени ръководители, дейци на науката и културата.

## Настояще
Настоящият облик на училищното настоятелство се определя от разпоредбите на Закона за народната просвета (Обн. ДВ, бр. 86 от 18 октомври 1991 г., изменян и допълван) – глава шеста „Настоятелства“. Там настоятелствата са определени като независими доброволни сдружения за подпомагане на развитието и материалното осигуряване на училището, детската градина и извънучилищните педагогически учреждения (Националният дворец на децата, центровете за работа с деца, общинските детски комплекси, центровете за ученическо техническо и научно творчество и други).
Настоятелствата имат следните определени от закона функции:
- обсъждат и правят предложения пред съответните органи за развитието или за решаването на текущи проблеми;
- съдействат за осигуряване на допълнителни финансови и материални средства и контролират целесъобразното им разходване;
- подпомагат изграждането и поддържането на материално-техническата база;
- участват при избора на учебници от педагогическия съвет, по които ще се обучават учениците от училището, и при възможност осигуряват закупуването им;
- съдействат при организиране на ученическото хранене, осигуряване на транспорт и решаването на други социално-битови проблеми на децата, учениците, учителите;
- подпомагат създаването и реализирането на възпитателно-образователни програми по проблемите на децата и учениците;
- подпомагат училищните и общинските органи за осъществяването на задължителното училищно обучение;
- съдействат за реализирането на извънкласните и извънучилищните форми, организирания отдих, туризъм и спорт с децата и учениците;
- съдействат за включване на родителите при организирането на свободното време на децата и учениците;
- предлагат мерки за подобряване на дейността на детската градина, училището или обслужващото звено;
- организират обществеността за подпомагане на детската градина, училището или обслужващото звено;
- сигнализират компетентните органи при извършени нарушения в системата на народната просвета;
- организират и подпомагат обучение на родителите по въпросите на възпитанието и развитието на техните деца;
- подпомагат дейността на училището в противодействието му срещу наркоманията и други вредни влияния върху децата и учениците;
- подпомагат социално слабите деца и ученици;
- съдействат на комисиите за борба срещу противообществени прояви на малолетните и непълнолетните.

Настоятелствата се създават като юридически лица с нестопанска цел за осъществяване на общественополезна дейност.
Настоятелството се учредява по инициатива на директора на детската градина, училището или на родители, учители или общественици.
Органи на настоятелството са Общото събрание и Съветът на настоятелите. Членовете на Съвета на настоятелите се избират от Общото събрание за срок до 4 години. Съветът на настоятелите избира измежду членовете си председател.